# 고병수 (프로게이머)
고병수(2003년 11월 27일 ~ )는 대한민국의 전직 카트라이더 프로게이머이다.
과거에는 Speed, ByungSu라는 아이디를 사용했다.

## 선수 시절
2021년 7월, 2021-2시즌 개인전에 참가하면서 커리어를 시작했다. 2021-2시즌 개인전 12위를 기록했다. 2021수퍼컵 개인전 14위를 기록했다.
2022년 1월 13일, 팀 GP에 입단했다. 2022-1시즌 팀전 5위를 기록했다. 이후 팀이 해체되었다.
2022년 7월 7일, 게임 내에서 행한 부적절한 행위가 적발되어 2022-2시즌 실격 처분을 받았다.
2022년 11월, On-Off 소속으로 활동한다. 2022수퍼컵 팀전 5위를 기록했다.
2023년 3월, Sensation 소속으로 활동한다. 프리시즌1 팀전 6위, 개인전 9위를 기록했다.
2023년 5월 24일, 리브 샌드박스에 입단했다. 프리시즌2 팀전 준우승, 개인전 24위를 달성했다. 2023시즌 팀전 준우승, 개인전 9위를 기록했다.

## 소속팀
| # | 팀명          | 소속 기간                 | 소속 리그 | 비고 |
| - | ------------- | ------------------------- | --------- | ---- |
| 1 | 팀 GP         | 2022.01.13. ~ 2022.07.07. | KRL       |      |
| 2 | On-Off        | 2022                      | KRL       |      |
| 3 | Sensation     | 2023.03.26. ~ 2023.05.24. | KDL       |      |
| 4 | 리브 샌드박스 | 2023.05.24. ~ 2023.12.09. | KDL       |      |

## 수상 내역
공식 대회 준우승 1회
- 카트라이더: 드리프트 리그 프리시즌 2 팀전 준우승
- 2023 대전 레이싱 챌린지 준우승
- 2023 카트라이더: 드리프트 리그 준우승